# Rastko Rastoka
Rastko Rastoka (* 3. September 2001) ist ein österreichischer Fußballspieler.

## Karriere
Rastoka begann seine Karriere bei L.A. Riverside. Im März 2012 wechselte er zur SU BWH Lok Janecka Hörndlwald. Im März 2013 wiederum zog er weiter zum SC Red Star Penzing. Zur Saison 2015/16 wechselte er in die Jugend der SV Schwechat, die er nach einer Saison wieder verließ. Nach einem Jahr ohne Klub schloss er sich zur Saison 2017/18 dem fünftklassigen SV Stockerau an. Für die Niederösterreicher absolvierte er ein Spiel in der 2. Landesliga.
Zur Saison 2018/19 kehrte er wieder nach Wien zurück und wechselte zum viertklassigen SV Wienerberg. Für Wienerberg absolvierte er in zwei Jahren 26 Partien in der Wiener Stadtliga. Zur Saison 2020/21 wechselte er zur zweiten Mannschaft des Regionalligisten FC Marchfeld Donauauen. Für Marchfeld II kam er bis zur Winterpause neunmal in der sechstklassigen Gebietsliga zum Einsatz. Im Februar 2021 schloss er sich dem Landesligisten ASV Spratzern an. Zu einem Einsatz für das Team konnte er aufgrund des COVID-bedingten Saisonabbruchs aber nicht kommen.
Ohne ein Spiel gemacht zu haben, zog Rastoka zur Saison 2021/22 weiter ins Burgenland zur FSG Oberpetersdorf/Schwarzenbach. Für die FSG kam er zu 27 Einsätzen in der Burgenlandliga, aus der er mit dem Team zu Saisonende aber abstieg. Daraufhin wechselte er zur Saison 2022/23 nach Serbien zum Zweitligisten FK Zlatibor Čajetina. Für Zlatibor kam er zu sieben Einsätzen in der Prva Liga. Im Februar 2023 wechselte er nach Griechenland zum ebenfalls zweitklassigen Thesprotos FC. Sein Debüt in der Super League 2 gab er dann im März 2023. Bis Saisonende kam er zu zwei Einsätzen.
Zur Saison 2023/24 wechselte Rastoka wieder nach Serbien und schloss sich dem Drittligisten FK Bačka an.